# Xavier Villaverde
Xavier Villaverde, nascut en La Corunya en 1958, és un director de cinema gallec.

## Trajectòria
Als setze anys realitza la seva primera pel·lícula, un curtmetratge en super 8 titulat A Semente. Durant aquest temps col·labora amb el grup Imaxe. Continua realitzant curtmetratges, fins que en 1982 comença a treballar en vídeo, fundant amb Pancho Casal i altres socis la seva pròpia productora, Vídeo Trama.
La seva obra més coneguda dels seus començaments és Veneno Puro, realitzada l'any 1984, premiada als certamens Moniteur, “Up & Down” (Barcelona), i Festival Nacional de Vídeo (Madrid).
Amb Viuda Gómez guanya el premi Aceptv (1985) a la millor ficció, i el primer premi en el Festival Nacional de Videomúsica 85 (Vitòria), a més del primer premi en el Festival Nacional de Vídeo (Gijón) i el premi Galicia-Deseño, Novas Formas.
A golpe de Látigo va merèixer el primer premi en el XVI Festival Internacional de Mont-real (1987).
En 1987 forma Xavier Villaverde Asociados juntament amb Pancho Casal, dedicant-se a la producció d'espots publicitaris, activitat que combinen amb la producció de treballs per a TV i videoclips.
En 1989 realitza el seu primer llargmetratge, Continental.
En 1990 funda la productora Continental, també amb Pancho Casal.
En 1999 torna a la direcció cinematogràfica amb Finisterre, donde termina el mundo, que va ser premiada com a millor pel·lícula en els festivals francesos de Dijon i de Bordeus (Primptemps du Film Iberique). També va obtenir el tercer premi a la millor pel·lícula, en Ittelmeer, Festival de Cinema Mediterrani de Colònia (Alemanya). També va rebre quatre premis AGAPI: Pel·lícula, Director, Banda sonora i So.
Trece badaladas va ser premiada per partida doble en els Premis Mestre Mateo: millor llargmetratge i millor actor.
Una altra pel·lícula que sali de la «factoria» del Festival de Màlaga de Cinema Espanyol. Amb dos premis —que van saber a poc— Xavier Villaverde s'endinsa en les relacions de parella amb total llibertat sense que metafòricament arribi la sang al riu. I no és perquè no hi ha raons en el guió com per a «lluir-se», però aquí entra el seu bon encert per a triar el tema proposat per la guionista Ana Maroto, guionista, productora i directora de televisió amb suficient recorregut com per a no ficar-se en sembrats aliens que desvirtuessin la relació de personatges joves (Astrid Bergès-Frisbey, Álvaro Cervantes i Llorenç González), macos i, a més, bons actors que componen un trio a la recerca d'experiències. Com no hi ha res nou en la vida, el futur incert planeja en la ment de l'espectador després d'al final, abans que puguin quedar trastornats.
Personalment va rebre el Premi Pedrigree del Festival de Cans 2009 per la seva trajectòria en el sector audiovisual. El 2012 fou nominat al Premi Mestre Mateo per O sexo dos anxos i el 2016 va rebre el Premi Fernando Rey de l'Academia Galega do Audiovisual.

## Filmografia

### Super 8
- A Semente. 1974.
- A mis queridos padres.
- Tacón.

### Vídeo
- Veneno Puro. (1984).
- Viuda Gómez. (1984).
- Golpe de látigo. (1986). Primer premi de curtmetratges en el 16è Festival Internacional de Mont-real.
- Galicia Caníbal. (1987). Videoclip per Os Resentidos.
- Entre tu y yo. (1987). Videoclip per El Norte.
- La Madre. (1987). Videoclip pera Víctor Manuel.

### Llargmetratges
- Continental. (1989).
- Finisterre, donde termina el mundo. (1999).
- Trece badaladas. (2002).
- O sexo dos anxos (2012)